# Nuklearna magnetska rezonancija
Nuklearna magnetska rezonancija ili NMR je apsorpcija radiofrekvencijskoga zračenja pri prijelazu između kvantnih stanja atomskih jezgri neke tvari koja se nalazi u jakom magnetskom polju. Atomske jezgre mnogih elemenata imaju kutni moment nazvan spin (engl. spin: vrtnja), koji se pojednostavnjeno može shvatiti kao vrtnja jezgre oko vlastite osi. Tomu je spinu pridružen magnetski moment jezgre. U homogenom magnetskom polju os vrtnje jezgre otklonit će se pod nekim kutom s obzirom na smjer polja, pa će se jezgra ujedno okretati (precesirati) oko osi magnetskoga polja. U skladu sa zakonima kvantne mehanike, dopuštene su samo neke orijentacije u magnetskom polju. U najjednostavnijem slučaju, za atomske jezgre sa spinom ½ (atomske jezgre vodika, ugljika, fluora, fosfora), jedine su dvije moguće orijentacije spinskih kvantnih stanja paralelna i antiparalelna orijentacija s obzirom na smjer magnetskoga polja. Ako se zatim na precesirajuću jezgru primijeni rastuće radiofrekvencijsko zračenje, jezgra će apsorbirati zračenje onda kada frekvencija zračenja postane jednaka frekvenciji precesije jezgre, te će jezgra pritom prijeći u višu energetsku razinu (antiparalelna orijentacija). Opisani proces apsorpcije zračenja naziva se magnetska rezonancija. Energija toga prijelaza ovisi o neposrednom kemijskom okruženju apsorbirajuće jezgre u molekuli, pa je to osnova primjene nuklearne magnetske rezonancije. 
Posebno je važna magnetska rezonancija jezgri vodika (protona) i ugljikova izotopa 13C u organskim molekulama i biomolekulama. Zbog nedestruktivnosti i mogućnosti detekcije čak stotinjak različitih jezgri, nuklearna magnetska rezonancija se proširila iz fizike u kemiju, biokemiju, biologiju, medicinu i drugo, te je postala nezaobilaznom tehnikom za određivanje strukture tvari, ali i za proučavanja dinamike i svojstava molekula u kapljevitom i čvrstom stanju. Iznimno važno mjesto ima danas u medicinskoj dijagnostici (magnetska rezonancija). Nuklearna magnetska rezonancija se rabi i u primijenjenim istraživanjima, na primjer u poljoprivredi za utvrđivanje vlažnosti i sastava žitarica, praćenje štetnih tvari u tlu i drugo, u kemijskoj industriji za određivanje čistoće i sastava proizvoda reakcija, otapala, eksploziva, boja, u prehrambenoj industriji za kontrolu masnoća, praćenje procesa zamrzavanja, određivanje autentičnosti vina, maslinova ulja, za atestiranje mlijeka, čokolade i slično.
Nuklearna magnetska rezonancija je spektroskopska metoda koja se vrlo intenzivno koristi u kemiji, a posebno u organskoj kemiji. Služi za određivanje molekulskih struktura organskih spojeva.

## Način rada
Protoni, neutroni i elektroni imaju spin različit od nule. Kako naboj koji se rotira stvara magnetsko polje tako elektroni i protoni stvaraju vlastito slabo magnetsko polje. Broj mogućih spinskih stanja dan je s Nćć = 2I + 1, gdje je I spinski kvantni broj. Protoni i neutroni imaju spinski broj 1/2, prema tome broj spinskih stanja je 2.

### 1HNMR
1HNMR je najčešće korištena vrsta NMR-a. 1HNMRom promatramo jezgre najrasprostranjenijeg izotopa vodika, 1H.